# Yūsuke Tanaka (calciatore 3 febbraio 1986)
Yūsuke Tanaka (田中 佑昌?, Tanaka Yūsuke; Fukuoka, 3 febbraio 1986) è un ex calciatore giapponese, di ruolo centrocampista.

## Carriera
Ha giocato nella prima divisione giapponese.

## Palmarès

### Individuale
- Premio Fair-Play del campionato giapponese: 1

2016